# OTMA
OTMA är en akronym som ibland används om de fyra döttrarna till kejsar Nikolaj II av Ryssland och hans hustru, Alexandra Feodorovna, som ett smeknamn, skapat från förstabokstäverna i flickornas namn, i födelseordning:

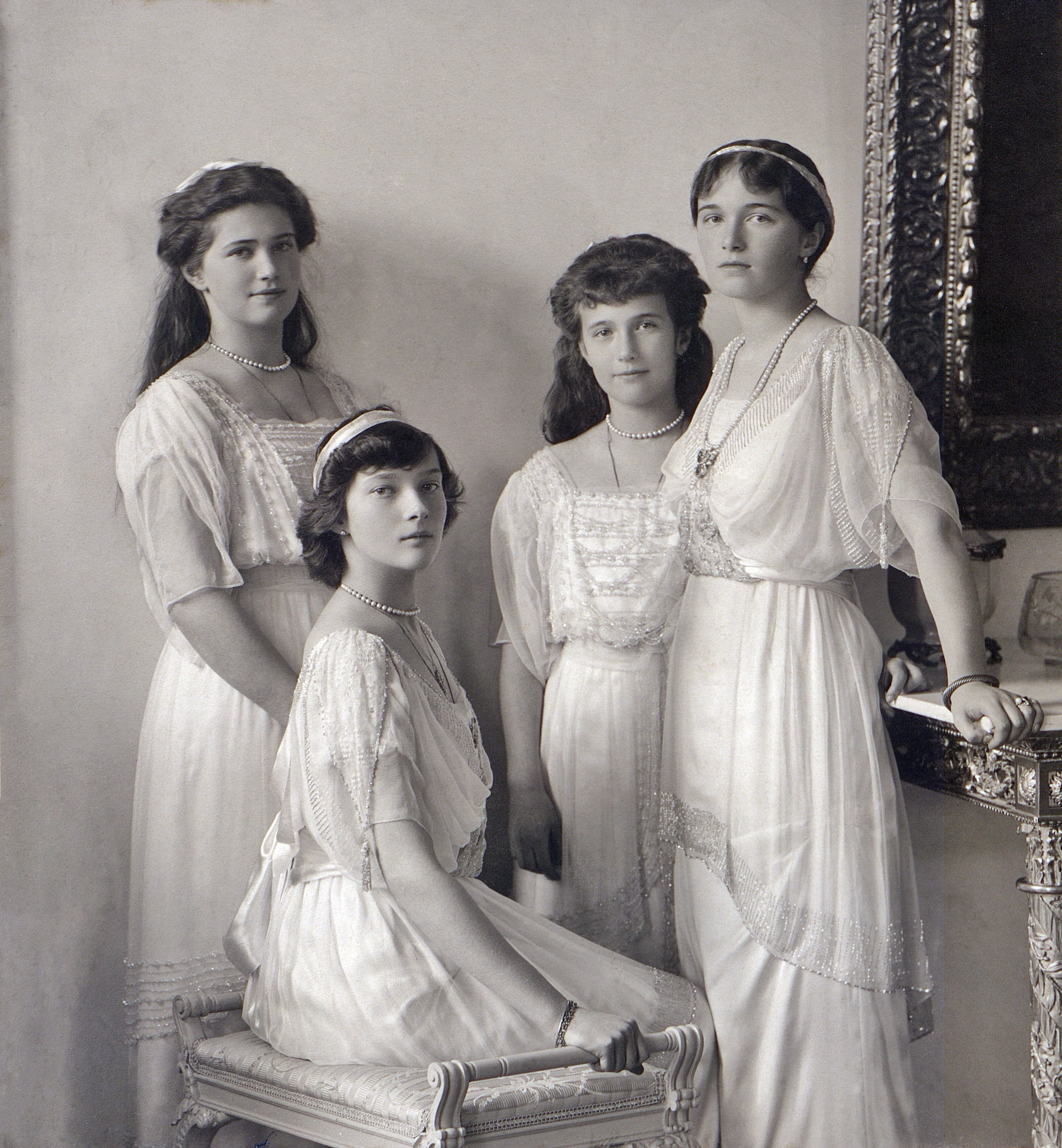
OTMA från vänster till höger: Maria, Tatiana, Anastasia, Olga år 1914.

- Ольга - Olga Nikolajevna Romanova (15 november 1895–17 juli 1918)
- Татьяна - Tatiana Nikolajevna Romanova (10 juni 1897–17 juli 1918)
- Мария - Maria Nikolajevna Romanova (26 juni 1899–17 juli 1918)
- Анастасия - Anastasia Nikolajevna Romanova (18 juni 1901–17 juli 1918)

När flickorna var barn stod OTMA som symbol för deras närhet till varandra, vilket bland annat nedtecknades i deras dagböcker. Flickorna var barnbarnsbarn till Victoria av Storbritannien och, fastän de räknades som "helt ryska", växte de upp i både rysk- och engelskspråkig miljö. Då familjen togs tillfånga efter ryska revolutionen använde de ofta smeknamnen på kort de skickade till sina vänner.

### Fotnoter
1. 1 2  alexanderpalace.org, The Grand Duchesses - OTMA, läst 14 juni 2009